# Valeriodes olivascens
Valeriodes olivascens är en fjärilsart som beskrevs av Moore 1882. Valeriodes olivascens ingår i släktet Valeriodes och familjen nattflyn. Inga underarter finns listade i Catalogue of Life.